# Чемпионат мира по мотогонкам Гран-при в классе MotoE
Чемпионат мира по мотогонкам Гран-при в классе MotoE (официально англ. FIM Enel MotoE™ World Championship), ранее Кубок мира по мотогонкам Гран-при в класса MotoE (официально англ. FIM Enel MotoE™ World Cup) — Соревнования на электромотоциклах по шоссейно-кольцевым мотогонкам санкционированные международной мотоциклетной федерацией, организованные промоутерской компанией Dorna Sports при поддержке международной компании Enel, проводятся в рамках гонок поддержки чемпионата мира в классе MotoGP.
Гонки в классе MotoE начиная с сезона 2019 года и по сезоне 2022 проводились как кубок мира, начиная с сезона 2023 гонкам присвоен статус чемпионата мира.
Действующим чемпионом является испанский мотогонщик Эктор Гарсо из команды Dynavolt Intact GP MotoE, в зачёте команд победу одержала команда Dynavolt Intact GP MotoE, чемпионата производителей в MotoE нет, все выступают на одинаковых электромотоциклах.

## История

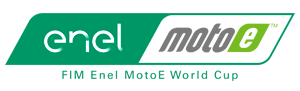
Логотип MotoE с 2019 по 2022

## Система начисления очков
Чемпион мира, мотогонщик набравший к концу сезона наибольшее количество очков в чемпионате мира. Система начисления очков происходит первым лучшим пятнадцать мотогонщицам в гонке.
С сезона 2023 года с присвоения соревнований статуса чемпионата мира все результаты, заработанные пилотом, так же идут в зачёт команде.
| Система начисления очков в Гран-при | Система начисления очков в Гран-при | Система начисления очков в Гран-при | Система начисления очков в Гран-при | Система начисления очков в Гран-при | Система начисления очков в Гран-при | Система начисления очков в Гран-при | Система начисления очков в Гран-при | Система начисления очков в Гран-при | Система начисления очков в Гран-при | Система начисления очков в Гран-при | Система начисления очков в Гран-при | Система начисления очков в Гран-при | Система начисления очков в Гран-при | Система начисления очков в Гран-при | Система начисления очков в Гран-при |
| Место                               | 1                                   | 2                                   | 3                                   | 4                                   | 5                                   | 6                                   | 7                                   | 8                                   | 9                                   | 10                                  | 11                                  | 12                                  | 13                                  | 14                                  | 15                                  |
| ----------------------------------- | ----------------------------------- | ----------------------------------- | ----------------------------------- | ----------------------------------- | ----------------------------------- | ----------------------------------- | ----------------------------------- | ----------------------------------- | ----------------------------------- | ----------------------------------- | ----------------------------------- | ----------------------------------- | ----------------------------------- | ----------------------------------- | ----------------------------------- |
| Очки                                | 25                                  | 20                                  | 16                                  | 13                                  | 11                                  | 10                                  | 9                                   | 8                                   | 7                                   | 6                                   | 5                                   | 4                                   | 3                                   | 2                                   | 1                                   |

## Чемпионы и призёры

### Личный зачёт
См. также Список обладателей кубка мира по мотогонкам Гран-при в классе MotoE
См. также Список чемпионов мира по мотогонкам Гран-при в классе MotoE
| №              | Сезон      | Чемпионы        | Очки       | 2 место         | Очки       | 3 место         | Очки       | Ссылки     |
| Кубок мира     | Кубок мира | Кубок мира      | Кубок мира | Кубок мира      | Кубок мира | Кубок мира      | Кубок мира | Кубок мира |
| -------------- | ---------- | --------------- | ---------- | --------------- | ---------- | --------------- | ---------- | ---------- |
| 1              | 2019       | Маттео Феррари  | 99         | Брэдли Смит     | 88         | Эрик Гранадо    | 71         | [ 9 ]      |
| 2              | 2020       | Жорди Торрес    | 114        | Маттео Феррари  | 97         | Доминик Эгертер | 97         | [ 10 ]     |
| 3              | 2021       | Жорди Торрес    | 100        | Доминик Эгертер | 93         | Маттео Феррари  | 86         | [ 11 ]     |
| 4              | 2022       | Доминик Эгертер | 227        | Эрик Гранадо    | 192.5      | Маттео Феррари  | 162.5      | [ 12 ]     |
| Чемпионат мира |            |                 |            |                 |            |                 |            |            |
| 5              | 2023       | Маттиа Казадеи  | 260        | Жорди Торрес    | 217        | Маттео Феррари  | 216        | [ 13 ]     |
| 6              | 2024       | Эктор Гарсо     | 246        | Маттиа Казадеи  | 231        | Оскар Гутьеррес | 208        | [ 14 ]     |

### Командный зачёт
| № | Сезон | Чемпионы                 | Очки | 2 место                  | Очки | 3 место             | Очки | Ссылки |
| - | ----- | ------------------------ | ---- | ------------------------ | ---- | ------------------- | ---- | ------ |
| 1 | 2023  | HP Pons Los40            | 410  | Dynavolt Intact GP MotoE | 382  | Felo Gresini MotoE  | 251  | [ 15 ] |
| 2 | 2024  | Dynavolt Intact GP MotoE | 357  | LCR E-Team               | 343  | Openbank Aspar Team | 343  | [ 7 ]  |

### Комментарии
1. ↑  Всего 16 заездов, по два в каждом Гран-при.
2. ↑  Чемпионата производителей нет, все электромотоциклы одного производителя.